# شهرستان بلبیفسکی
شهرستان بلبیفسکی (به لاتین: Belebeyevsky District) یک شهرستان در روسیه است که در باشقیرستان واقع شده‌است.